# Martin Fourichon
Léon Martin Fourichon (Thiviers, 10 gennaio 1809 – Parigi, 24 novembre 1884) è stato un ammiraglio e politico francese.
Entrò in Marina nel 1824, facendo carriera per arrivare al grado di viceammiraglio il 17 agosto 1859; fu mantenuto in attività senza limite d'età.
Occupò il ruolo di governatore della Guyana francese dal 1853 al 1854, di Ministro della Marina e delle Colonie dal 1870 al 1871 e dal 1876 al 1877. Fu anche deputato della Dordogna dal 1871 al 1876, poi Senatore a vita dal 1876 al 1884.